# Dichaetomyia sellata
Dichaetomyia sellata är en tvåvingeart som beskrevs av Fritz Isidore van Emden 1942. Dichaetomyia sellata ingår i släktet Dichaetomyia och familjen husflugor.
Artens utbredningsområde är Uganda. Inga underarter finns listade i Catalogue of Life.